# Bertrando Rossi juniore

Stemma dei Rossi di Parma.

Bertrando de' Rossi, in latino Rubeis; figlio di Bertrando Rossi seniore, a volte distinto dal padre chiamandolo Bertrando di Bertrando Rossi o  Bertrando juniore, e di Sara da Camposampiero (1336 – Pavia, 4 novembre 1396), è stato un nobile e diplomatico italiano della famiglia Rossi di Parma.

## Biografia

### Beni di famiglia
Bertrando ed il cugino Rolando esercitavano in coppia la leadership sul casato, in particolare dopo che le due figlie di Ugolino Rossi (ultimo esponente del ramo discendente da Ugolino della famiglia Rossi) e di Alessia di Buonaccorso Ruggeri, Caracosa ed Eleonora, sposarono rispettivamente Giacomo e Bertrando di Bertrando, appartenenti all'altro ramo della famiglia Rossi, e dopo la morte nel 1337 di Ugolino, prozio di Bertrando e vescovo di Parma . Felino era pertinenza di Bertrando mentre San Secondo di Rolando. Rolando morì senza discendenti maschi nel 1389 lasciando beni e diritti al cugino Bertrando.

### Rapporto con Gian Galeazzo Visconti e ottenimento della cittadinanza milanese
Bertrando coltivò uno stretto rapporto con Gian Galeazzo Visconti “del quale fu consigliere e persino esecutore testamentario e per il quale svolse tra l'altro un'importante missione diplomatica alla corte di Francia. La brillante carriera ecclesiastica di quello che probabilmente era il suo figlio maggiore, Giacomo, prese l'abbrivio proprio sotto il segno del forte legame col principe, che lo fece eleggere vescovo di Verona nel 1388 e all'incirca nello stesso periodo lo designò lettore di diritto canonico all'Università di Pavia – incarico dalla valenza politica forse non minore della cattedra episcopale, se pensiamo a ciò che lo studio pavese rappresentava nel disegno di Gian Galeazzo.”

Il 15 febbraio 1386 ricevette la cittadinanza milanese per sé e per i propri discendenti assieme a Guglielmo Bevilacqua di Verona, Nicolò de Terciis di Parma, Faustino de Lantanis di Brescia, Nicoletto de Diversis di Lucca, Antonio de Lucino di Como ed Enrico de Caresana di Vercelli.

### Committenza libraria
La committenza libraria rossiana riprende con Bertrando, cui si devono i due messali-libri d'ore ed i codici di argomento classico fatti realizzare da una delle più prestigiose botteghe parigine, attiva anche per Gian Galeazzo, l'atelier del Ravanelle Master. Nei due messali-libri d'ore Bertrando si farà ritrarre in due modi diversi: in una versione si fa raffigurare in rosso (colore della sua casata), con gioielli ed abiti di corte, inginocchiato, di profilo, da solo davanti alla Vergine, mentre nell'altra è un po' più “sobrio”, senza gioielli ed accompagnato da santi, di fronte alla Madonna; nella miniatura sul libro d'ore conservato presso la Bibliothéque Nationale de France troviamo raffigurata anche la razza viscontea . Il figlio Pietro (1373-1438), forse per le continue vicende d'arme a cui partecipa, si preoccuperà meno della commissione di manoscritti: un libro d'ore noto col nome di Smith Losouëf 22 viene lasciato incompiuto ed alcuni codici ordinati dal padre non vengono fatti arrivare a Parma, finendo perciò in varie biblioteche europee . Seguirà le orme di Bertrando il nipote Pietro Maria, figlio di Pietro, che farà completare dopo il 1468 lo Smith Losouëf 22 facendo inserire una miniatura molto simile a quella del nonno assieme alla moglie, Bianca Pellegrini.

### Morte e sepoltura
Bertrando muore nel 1396 lasciando i beni ed i diritti accumulati (i suoi originari, quelli del ramo Ugolino e quelli del cugino Rolando scomparso poco prima) ai suoi tre figli legittimi, Giacomo (o Jacopo), Pietro e Giovanni; Giovanni morirà poco dopo, nel 1402, Giacomo, come abbiam visto, aveva intrapreso la carriera ecclesiastica, e quindi i beni familiari vennero incamerati da Pietro e successivamente da suo figlio Pietro Maria; si venne così a concentrare nuovamente il patrimonio di famiglia in un'unica persona .
Bertrando venne sepolto, come voluto nel testamento dello stesso, nella cappella Rossi all'interno della chiesa dell'Ordine Francescano di San Francesco del Prato a Parma; la cappella apparteneva alla famiglia fin dal 1377. L'ordine tuttavia fece causa alla famiglia Rossi nel 1422 poiché Pietro si rifiutò di pagare i 32 fiorini per le preghiere in onore del padre. Sul suo epitafio si legge “noverunt Itali, novit bona Parma tropheis plena suis”

Dopo la morte di Gian Galeazzo Visconti e la divisione fra i suoi figli del territorio visconteo, la famiglia Rossi si distanziò da quella dei Visconti; il 7 novembre 1425, tuttavia, Filippo Maria Visconti emanò una lettera patente con la quale restituì a Pietro tutte le immunità, le giurisdizioni e le esenzioni di cui la sua famiglia aveva goduto al tempo di Gian Galeazzo ; questo documento si differenzia da altri simili per la sua solennità, i continui richiami a Bertrando e Gian Galeazzo e la volontà di sancire il ripristino di un antico e proficuo rapporto di collaborazione.